# Прашка декларација
Прашка декларација је донета 3. јуна 2008. године у Сенату Скупштине Чешке Републике на скупу који је назван прашка конференција „Европска савест и комунизам“, и односи се на потребу да се разоткрију шест деценија сакривани злочини комунистичких режима источне Европе, да се њихове жртве обештете и обезбеде мере да се исти више не понове.
Потписници су бивши политички затвореници и историчарии. Декларација је позвала на осуду комунистичких злочина. Конференција је организована од стране Одбора за образовање, науку, културу, људска права и петиције под покровитељством Александра Вондреа, заменика министра Чешке Републике за европске интеграције.
Конференција је добила писма подршке од председника Николаса Саркозија, Маргарет Тачер, Џејсона Кенеја и Збигњева Бжежинског.
Текст декларације гласи:
„Имајући у виду достојанствену и демократску будућност нашег Европског дома, и чињенице да:
- друштва која занемарују прошлост немају будућност,
- Европа неће бити уједињена, осим ако не буде способна да уједини историју, и препозна нацизам и комунизам као заједничко наслеђе и покрене поштену и темељну расправу о свим злочинима тоталитарних идеологија прошлог века,
- комунистичка идеологија је директно одговорна за злочине против човечности,
- лоша савест проистекла из комунистичке прошлости је тешко оптерећење за будућност Европе и за нашу децу,
- различите оцене комунистичке прошлости могу и даље делити Европу на „запад“ и „исток“,
- европске интеграције су биле директан одговор на насиље и ратове које су изазвали тоталитарни системи на континенту,
- свест о злочинима против човечности које су починили комунистички режими широм континента мора постати позната свим европским умовима; комунисти су чинили злочине као и нацистички режим,
- постоје значајне сличности између нацизма и комунизма у смислу њиховог страшног и запањујућег карактера и њихових злочина против човечности,
- злочине комунизма још треба оцењивати и судити о њима са правне, моралне, политичке и историјске тачке гледишта,
- злочини су правдани у име теорије класне борбе и принципа диктатуре пролетаријата користили терор као методу за очување диктатуре,
- комунистичке идеологије су коришћене као алат у рукама градитеља царства у Европи и Азији да би се постигли експанзионистички циљеви,
- многи починиоци злочина у име комунизма нису били изведени пред суд правде и да њихове жртве још нису признате,
- циљ је пружити свеобухватне информације о комунистичкој тоталитарној прошлости које ће водити ка дубљем разумевању и расправи као неопходан услов здравих будућих интеграција свих европских народа,
- крајње помирење свих европских народа није могуће без концентрисања на напор да се утврди истина и обнови сећање,
- комунистичком прошлошћу Европе се мора темељно бавити академска и општа јавност а будућим генерацијама треба обезбедити слободан приступ информацијама о комунизму,
- у различитим деловима света само неколико тоталитарних комунистичких режима је преживело, али да ипак они контролишу око петину светске популације, и у борби за опстанак на власти чине злочине и намећу високу цену добробити својих народа,
- се многе земље, иако Комунистичке партије нису на власти, нису јавно дистанцирале од злочина комунистичких режима, нити их осудиле,
- је Праг један од градова који је прошао кроз владавину и нацизма и комунизма,
- верујући да милиони жртава комунизма и њихове породице, имају право на правду, саучешће, разумевање и препознавање њихових патњи на исти начин као што су и жртве нацизма морално и политички признате,

Ми, учесници Прашке Конференције „Европска савест и комунизам“, с обзиром на резолуцију Европског парламента на шездесету годишњицу завршетка Другог светског рата у Европи, 8. маја 1945, 12. маја 2005,
- узевши у обзир Резолуцију 1481. Парламентарне Скупштине Савета Европе од 26. јануара 2006,
- с обзиром на резолуцију са 16. конгреса Европске народне партије од 5. фебруара 2004, који позива на стварање стварање независног стручног тела за прикупљање и процену података о кршењима људских права под тоталитарним комунизмом и позивамо на оснивање спомен музеја жртвама комунизма,
- с обзиром на то су резолуције о комунистичким злочинима усвојене у низу националних парламената,
- с обзиром на искуство Комисије за истину и помирење у Јужној Африци,
- с обзиром на искуство Установе сећања и споменика у Пољској, Немачкој, Словачкој, Чешкој, Сједињеним Државама и музеје у Литванији, Летонији и Естонији, и Кућу терора у Мађарској,
- узевши у обзир садашње и следеће председавајуће у ЕУ и Савету Европе
- с обзиром на чињеницу да 2009 је 20-годишњица слома комунизма у Источној и Средњој Европи, као и масакра на тргу Тјенанмен у Пекингу,

позивамо да се постигне:
1. свеевропско разумевање да и нацистичким и комунистички тоталитарним режимима буде суђено по мери страшне деструктивности политика које су систематски примењивале екстремне облика терора, сузбијале сваку грађанску и људску слободу, почињале агресивне ратове и, као неодвојив део њихове идеологије, уништавале и депортовале целе народе и групе становништва, те да као такве их треба сматрати главним несрећама, које су погодиле 20. век,
2. признање да су многи злочини почињени у име комунизма требало да буду оцењени као злочини против човечности и упозорење за будуће генерације, на исти начин како су нацистичке злочине проценили у Нирнбершком суду,
3. формулисање заједничког приступа према злочинима тоталитарних режима, укључујући комунистичке режиме, и подизање Европске свести о комунистичким злочинима како би се јасно дефинисао заједнички став према злочинима комунистичких режима,
4. увођење законодавства које би омогућило судовима да суде и осуђују починиоце комунистичких злочина и обезбеде компензацију жртвама комунизма,
5. обезбеђење принципа једнаког третмана и недискриминације жртава свих тоталитарних режима,
6. Европски и међународни притисак за осуду прошлих комунистичких злочина и ефикасну борбу против постојећих комунистичких злочина,
7. препознавање комунизма као саставног и страшног дела европске заједничке историје,
8. прихватање свеевропске одговорности за злочине почињене у име комунизма,
9. установљење 23. августа, дана потписивања Пакта Хитлер-Стаљин, познатог као Пакт Рибентроп-Молотов, као дана сећања на жртве оба тоталитарна режима, како нацистичког тако и комунистичког, на исти начин као што Европа памти жртве Холокауста на дан 27. јануара,
10. одговорајуће ставове националних парламената који се тичу признања комунистичких злочина као злочина против човечности, што треба да доведе до одговарајућег законодавства, и парламентарног праћења таквог законодавства,
11. ефикасне јавне расправе о комерцијалним и политичким злоупотребама комунистичких симбола,
12. наставак саслушања Европске комисије у вези са жртвама тоталитарних режима, те прикупљањем те комуникације,
13. успостава у европским земљама, где су на власти били тоталитарни комунистички режими, одбора састављених од независних стручњака са задатком сакупљања и процењивања података о кршењима људских права под тоталитарним комунистичким режимом на националном нивоу са циљем да се уско сарађује са комисијом експерата Савета Европе;
14. обезбеђивање јасних међународних правних оквира у вези са слободним и неограниченим приступом архивама које садрже информације о злочинима комунизма,
15. оснивање Института Европског Сећања и Савести који би био - а) Европски институт за студије о тоталитаризму, развој научних и образовних пројеката и пружање подршке умрежавања националних истраживачких института специјализованих за тоталитарна искуства, Б) и Свеевропски музеј / спомен свим жртвама тоталитарних режима, с циљем сећања на жртве ових режима и подизања свести о злочинима комуниста,
16. организовање међународне конференције о злочинима тоталитарних комунистичких режима са учешћем представника влада, посланика, академика, стручњака и невладиних организација, чији ће се резултати објавити широм света,
17. прилагођавање и исправка европских уџбеника историје како би деца могла да науче и да буду упозната са злочинима комунизма на исти начин као што су предаје о нацистичким злочинима,
18. Свеевропска, обимна и темељна расправа о комунистичкој историји и наслеђу,
19. заједничка комеморација 20. годишњице од пада Берлинског зида и масакра на тргу Тјенанмен.

Ми, учесници прашке конференције „Европска савест и комунизам“, позивамо све народе Европе, све европске политичке институције укључујући и владе, парламенте, Европски парламент, Европску комисију, Савет Европе и друга релевантна међународна тела и позивамо их да прихвате идеје и позиве исказане у овој прашкој декларацији и спроведу их у практичне кораке и политике.“